# بطولة الكرة الطائرة الأوروبية للمرأة
 'بطولة الكرة الطائرة الأوروبية للمرأة'  هو منافسة الرياضة لفرق وطنية مع لاعبين الاعمار تحت 20 عاما، محتجز حاليا مرتين في السنة، ونظمت من قبل اتحاد الكرة الطائرة الأوروبية، و كرة الطائرة اتحاد من أوروبا.